# برادر او
برادر او (به ژاپنی: おとうと) فیلمی در ژانر درام به کارگردانی کن ایچیکاوا است که در سال ۱۹۶۰ منتشر شد. از بازیگران آن می‌توان به کیکو کیشی، کینویو تاناکا، ماسایوکی موری و جوزو ایتامی اشاره کرد.